# كونوب
كونوب هي قرية تقع في إقليم أراد في رومانيا. تبعد عن أراد 50 كم.

## السكان
حسب إحصائيات 2002 بلغ عدد سكان القرية 2,342 نسمة.